# Hanna Główczewska
Hanna Główczewska (ur. w 1908 w Płocku, zm. 1 czerwca 1980 w Warszawie) – polska artystka plastyk, ceramiczka.

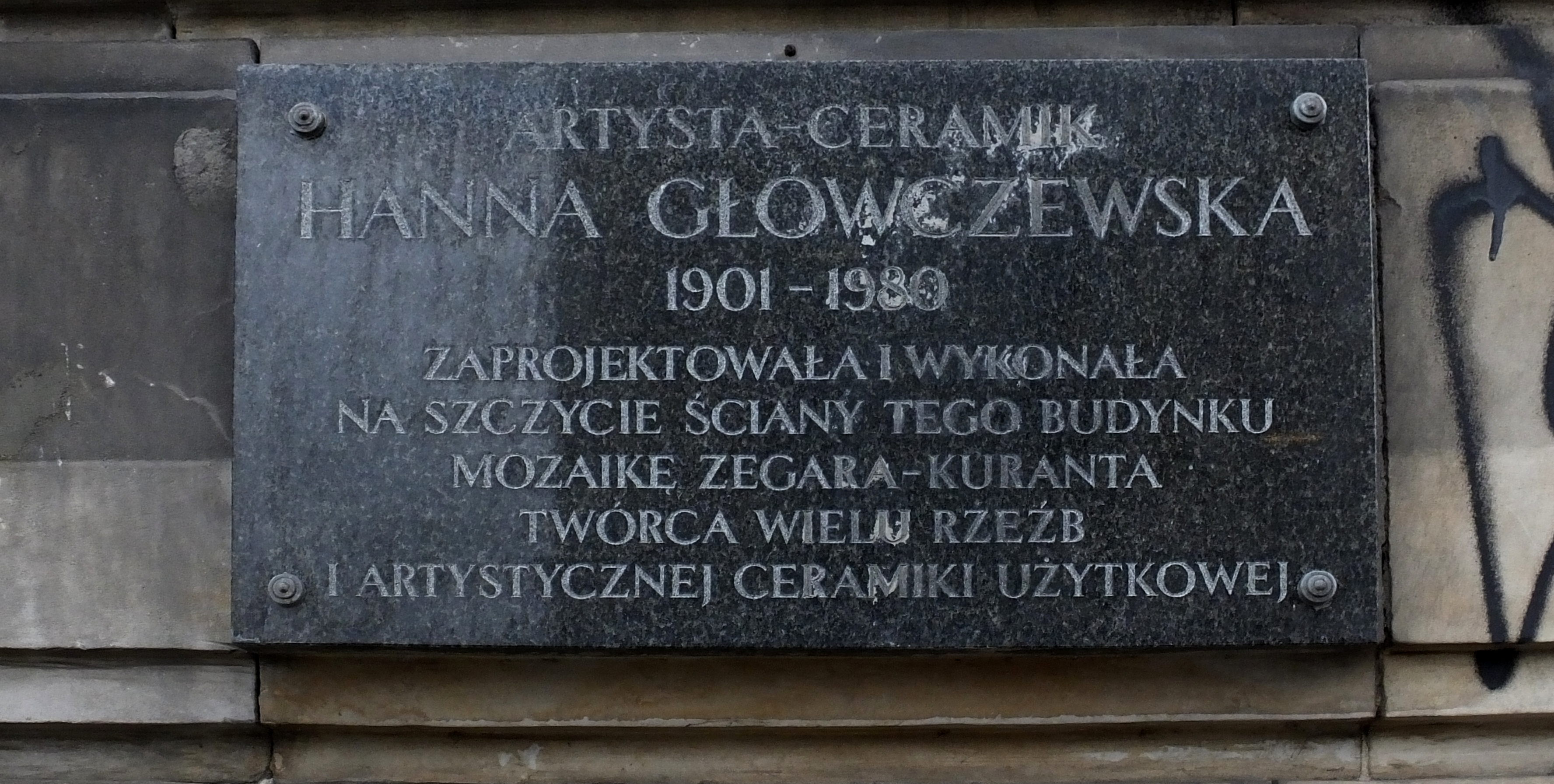
Tablica upamiętniająca Hannę Główczewską przy ul. Wilczej 35-41 w Warszawie

Była córką Józefa Brudnickiego, płockiego notariusza i działacza społecznego. W latach 1932−1936 studiowała na Uniwersytecie Warszawskim, początkowo przez krótki okres prawo, później historię sztuki. Na lata międzywojenne przypada też ślub artystki z architektem Józefem Główczewskim i narodziny córki. Po wojnie, w 1947 rozpoczęła studia na Państwowej Wyższej Szkole Sztuk Plastycznych w Gdańsku pod kierunkiem Hanny Żuławskiej, które ukończyła, uzyskując dyplom w 1952. 

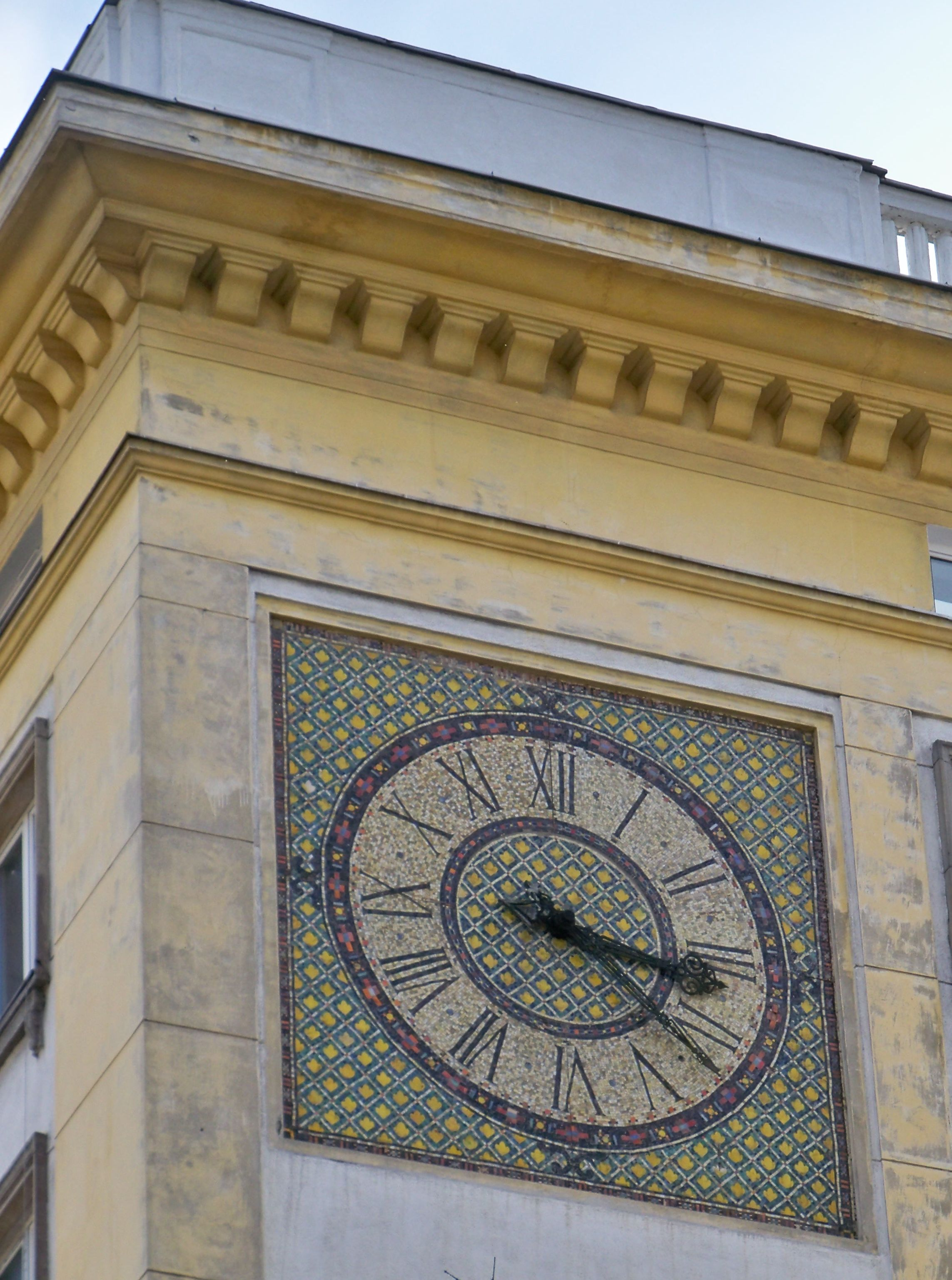
Zegar z mozaiką autorstwa Hanny Główczewskiej przy ul. Wilczej 35-41 w Warszawie

Główczewska jest autorką dzieł z zakresu monumentalnej ceramiki architektonicznej – mozaikowego zegara przy ul. Wilczej w Warszawie, powstałego w 1952 w ramach prac grupy Hanny Żuławskiej nad dekoracjami ceramicznymi dla Marszałkowskiej Dzielnicy Mieszkaniowej; ściany ceramicznej w restauracji hotelu Petropol w Płocku, opracowanej w 1964. W latach 1952–1953 pracowała nad dekoracją kamienic przy ul. Długi Targ w Gdańsku; jest autorką ceramicznych głów i mozaik dekorujących fasadę kamienicy Pod Zieloną Bramą. Oprócz ceramiki architektonicznej zajmowała się również ceramiką unikatową i rzeźbą ogrodową. Była członkinią Grupy Kadyńskiej, zrzeszającej ceramików pod przewodnictwem Żuławskiej. Ponadto projektowała ceramikę użytkową – od 1954 pracowała jako projektantka dla Bałtyckich Zakładów Ceramicznych w Kadynach. Współpracowała również z Włocławskimi Zakładami Fajansu.
Prace artystki znajdują się w zbiorach Muzeum Narodowego we Wrocławiu, Muzeum Ziemi Kujawskiej i Dobrzyńskiej we Włocławku, muzeum w Toruniu, muzeum w Lidzbarku Warmińskim. Znaczącą liczbę prac artystki (niemal 400) posiada Muzeum w Łowiczu.

## Nagrody i wyróżnienia
- 1954 – nagroda za kafle z Kopernikiem na Ogólnopolskiej Wystawie Pamiątkarstwa w Gdańsku
- 1960 – wyróżnienie na II Ogólnopolskiej Wystawie Ceramiki i Szkła Artystycznego we Wrocławiu
- 1961 – wyróżnienie na Pierwszych Targach Wzornictwa w Warszawie[a]
- 1962 – wyróżnienie na Wystawie Współczesnej Ceramiki Artystycznej w Pradze
- 1967 – złoty medal, Salon International „Paris Sud”, Juvisy[b]
- 1969 – wyróżnienie, Salon International „Paris Sud”, Juvisy
- 1970 – srebrny medal, Salon International „Paris Sud”, Juvisy

Źródło:

## Wystawy

### Wystawy indywidualne
- 1964 – Kordegarda, Warszawa
- 1965 – Towarzystwo Naukowe Płockie, Płock[c]
- 1966 – Ośrodek Kultury Polskiej, Praga
- 1967 – Arsenał, Poznań

Źródło:

### Wystawy zbiorowe
- 1952 – I Ogólnopolska Wystawa Architektury Wnętrz, Zachęta, Warszawa
- 1955 – Ceramika w Architekturze, BWA, Sopot
- 1962 – Międzynarodowa Wystawa Ceramiki Współczesnej, Praga
- 1964 – Tkanina, ceramika, szkło, Zachęta, Warszawa
- 1966 – I Festiwal Sztuk Pięknych, Warszawa
- 1966 – XI ekspozycja Międzynarodowego Klubu Kobiet, Paryż
- 1967 – XII ekspozycja Międzynarodowego Klubu Kobiet, Paryż
- 1967 – VIII Salon International „Paris Sud”, Juvisy
- 1968 – II Festiwal Sztuk Pięknych, Warszawa
- 1969 – XXV-lecie PRL – Ceramika i Szkło, Wrocław
- 1969 – X Salon International „Paris Sud”, Juvisy
- 1970 – III Festiwal Sztuk Pięknych, Warszawa
- 1970 – III Biennale Ceramiki, Vallauris
- 1970 – Biennale Ceramiki, Sopot
- 1970 – XI Salon International „Paris Sud”, Juvisy[d]
- 1971 – XII Salon International „Paris Sud”, Juvisy[d]
- 1973 – Międzynarodowa Wystawa Ceramiki, Gdańsk[d]
- 1976 – III Międzynarodowa Wystawa Ceramiki, Sopot[d]
- 1976 – XVIII Salon International „Paris Sud”, Juvisy[d]

Źródło: